# Euscyrtus angustifrons
Euscyrtus angustifrons är en insektsart som beskrevs av Lucien Chopard 1969. Euscyrtus angustifrons ingår i släktet Euscyrtus och familjen syrsor. Inga underarter finns listade i Catalogue of Life.